# ОНЭКСИМ (группа)
Гру́ппа ОНЭ́КСИМ — частный российский инвестиционный фонд, принадлежащий предпринимателю Михаилу Прохорову. Штаб-квартира расположена в Москве. Направления деятельности: финансы, металлургия, традиционная энергетика, девелопмент, медиа, инновационные проекты, нанотехнологии.

## История
Группа была создана в 2007 году в результате раздела активов холдинга «Интеррос» между Михаилом Прохоровым и Владимиром Потаниным. В апреле 2008 года 25 % акций Норильского никеля были обменены на денежные средства и 14 % акций «Российского алюминия»..
По соглашению о разделе активов с Владимиром Потаниным в апреле 2008 в Группу ОНЭКСИМ вошли девелоперская компания «ОПИН» (ОАО «Открытые инвестиции») — 27,5 %, страховая компания «Согласие» — 91 %, «Управляющая компания Росбанка» — 100 % и ряд геологоразведочных активов. Геологоразведочные активы вошли в горно-металлургическую компанию «Интергео», созданную в июле 2008.
Весной 2008 в Группу ОНЭКСИМ вошла теплогенерирующая компания «Квадра».
В феврале 2013 группа продала долю (почти 40 %) в золотодобывающей компании Polyus Gold.
В июле 2009 года за $500 млн были приобретены 50 % минус 1/2 акции инвестиционного банка «Ренессанс Капитал». В ноябре 2008 года был приобретён АПР-Банк (в марте 2009 года переименован в «Международный финансовый клуб»).
В январе 2009 группа продала «Управляющую компанию Росбанка» её менеджменту.
В декабре 2008 года группа приобрела компанию «Оптоган», производящую светодиоды и совместно с Госкорпорацией Роснано дала старт проекту по производству в России твердотельной светотехники.
В марте 2012 года Группа ОНЭКСИМ приобрела у «Ренессанс Групп» долю в размере 32,25% в Renaissance Capital International Services Limited, через которую контролируется розничный банк «Ренессанс Кредит». В апреле 2013 года Группа ОНЭКСИМ увеличила долю в Renaissance Capital International Services Limited до 89,52%. В мае 2013 года ОНЭКСИМ уступил долю в размере в 6,5% бывшему гендиректору телекоммуникационной группы «Связьинвест» Евгению Юрченко, став, таким образом, основным владельцем розничного банка «Ренессанс Кредит» с долей 83,02%.
В декабре 2013 года группой у прежнего владельца Сулеймана Керимова был приобретён крупный пакет акций (21,75 %) крупнейшего в мире производителя калийных удобрений «Уралкалий», сумма сделки оценивалась экспертами в 137,5 млрд руб.
14 и 15 апреля 2016 года силами спецслужб и Федеральной налоговой службы России были проведены обыски и выемка документации в компаниях «Квадра», «Согласие», «Ренессанс-Капитал» и «Ренессанс-кредит». Причиной силовые ведомства называли уголовное дело по банку «Таврический» «в целях проверки сведений о возможном уклонении от уплаты налогов и сборов с организаций».
В июле 2016 года стало известно о продаже 20 процентного пакета акций «Уралкалия» структурам владельца «Уралхима» Дмитрия Мазепина. Накануне газета «Ведомости» писала о намерении группы ОНЭКСИМ продать российские активы, сформированном после прошедших обысков.
В мае 2017 года в ФАС было подано ходатайство о покупке 65,43 % акций медиахолдинга РБК структурами предпринимателя Григория Берёзкина, планировавшем объединить покупку на корпоративном уровне с контролируемыми газетами «Комсомольская правда» и «Metro». К концу месяца одобрение ведомства было получено, в июне по неназванной цене были приобретены 65 % акций и долговые обязательства РБК.
По данным «Русской службы Би-би-си», решение о продаже холдинга Прохоровым было принято под давлением администрации президента. Также по данным СМИ Берёзкин был недоволен излишней политизацией своего нового актива, планируя сконцентрировать его работу на освещении бизнес-процессов.
20 ноября 2017 года группа ОНЭКСИМ подала в суд на «Открытие Холдинг». Заявленная сумма исковых требований — 1,4 млрд руб. Компания требовала расторгнуть договор займа, заключенный с «Открытие Холдингом», а также взыскать номинальную стоимость облигаций холдинга. ОНЭКСИМ утверждал, что «Открытие холдинг» предоставил недостоверную информацию о своем финансовом состоянии и изменил условия облигационного займа. Арбитражный суд Московского округа оставил в силе решение двух нижестоящих инстанций, которые ранее отказали группе.
В январе 2022 года группа ОНЭКСИМ продала 82,47 % ПАО Квадра АО «Русатом Инфраструктурные решения», входящему в ГК Росатом.
В 2024 году группа ОНЭКСИМ продала «Ренессанс Капитал» топ-менеджменту.

### Рейтинговые оценки
- Рейтинговое агентство НКР в 2024 году присвоило ООО «Группа ОНЭКСИМ» кредитный рейтинг A-.ru со стабильным прогнозом[18].

- Рейтинговое агентство АКРА в 2025 году присвоило группе рейтинговую оценку BBB(RU) со стабильным прогнозом. [19].

## Состав группы

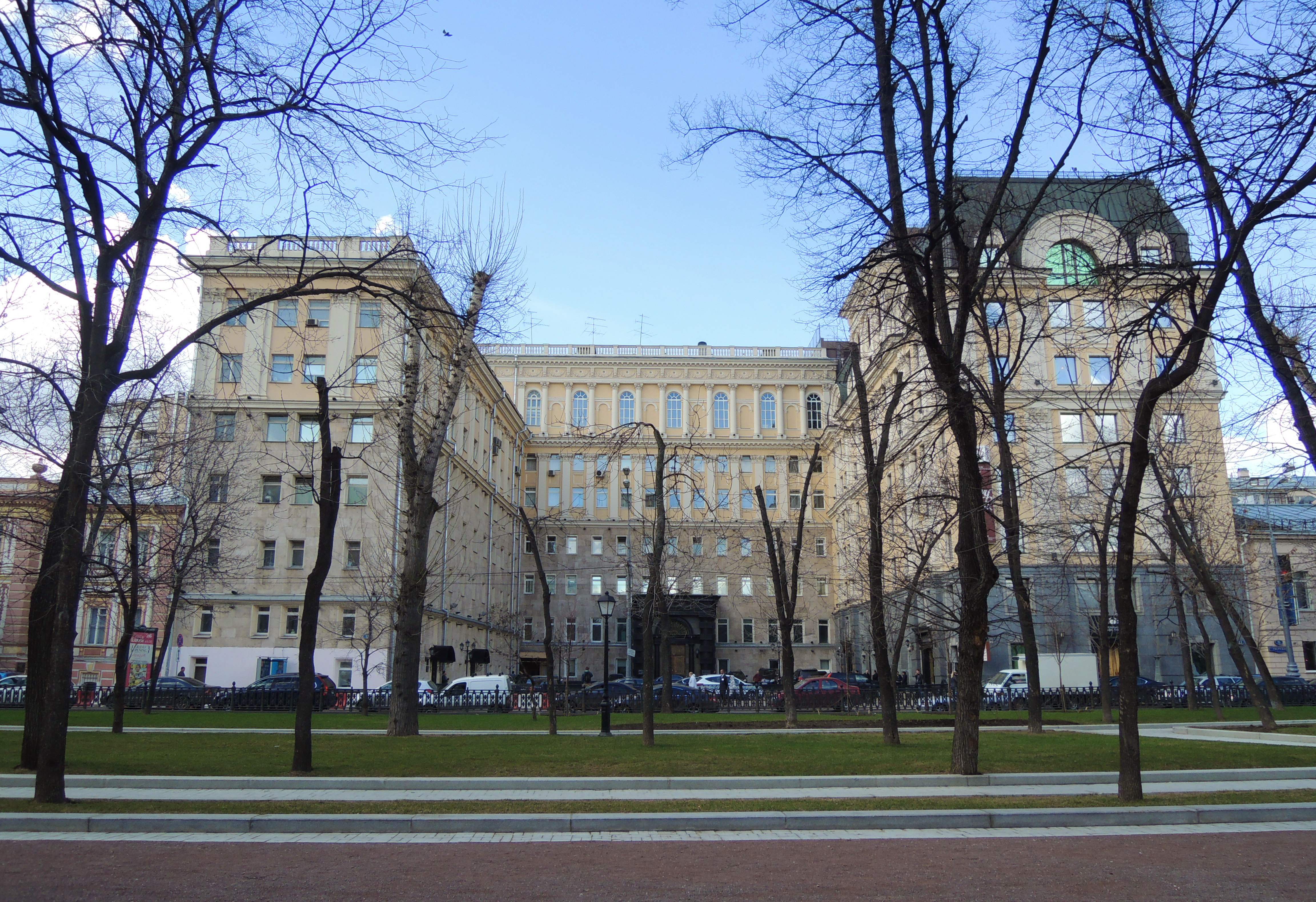
Здание на Тверском бульваре

В число активов Группы ОНЭКСИМ входят:
- Горно-металлургическая компания «Интергео» — 100 %;
- «Страховая компания Согласие» — 100 %;
- Коммерческий банк «Ренессанс Кредит» — 83,02 %;
- Коммерческий банк «Международный финансовый клуб» — 47,45% акций;
- ОАО "Банк "Таврический" (с 12.2014 г. санируется  АО «АКБ «Международный финансовый клуб», 100%-я дочка АО "АКБ "МФК")
- ЗАО «ОптоГан»[21] — 50 % + 1 акция

Медиагруппа «Живи!» была основана Михаилом Прохоровым и Владимиром Яковлевым в апреле 2008 года.
В сентябре 2008 года журнал «Русский пионер» был приобретен медиагруппой у компании VIP International.
В октябре 2008 года вышел первый номер журнала «Сноб».
15 декабря 2008 года был запущен велнесс-проект «Живи!» (телеканал, сайт и клуб).
4 февраля 2009 года вышел первый номер еженедельной газеты «F5. Интернет как образ жизни».
1 февраля 2012 года президентом медиагруппы стал бывший главный редактор российской версии журнала GQ Николай Усков.
В апреле 2012 из медиагруппы вышла газета «F5. Интернет как образ жизни». Она была выкуплена Юрием Кацманом.
В декабре 2012 года из медиагруппы вышел журнал «Русский пионер».
В январе 2013 года медиагруппа прекратила существование. Остались два самостоятельных проекта: «Сноб» и телеканал «Живи!».